# Las novias del sur
Las novias del sur es un mediometraje independiente documental hispano-suizo de 2024, dirigido por Elena López Riera. Se estrenó en el Festival de Cannes el 19 de mayo de 2024, y en cines españoles el 10 de enero de 2025, con distribución de Vitrine Filmes.

## Producción
El proyecto de Las novias del sur fue producido por la productora española SUICAfilms y la productora suiza Alina Film.

## Lanzamiento y marketing
En abril de 2024, se anunció que Las novias del sur tendría su estreno mundial en el Festival de Cannes el 19 de mayo de 2024. En diciembre de 2024, Vitrine Filmes anunció su estreno  en cines españoles el 10 de enero de 2025.

## Premios y reconocimientos
- Premio Queer Pal de la Semana de la Crítica del Festival de Cannes 2024.
- Premio a la Mejor Película española y Premio del Público en Curtocircuito, Festival Internacional de Cinema, de Santiago de Compostela. [6]
- Nominación a los Premios Goya 2025 al mejor corto documental. [7]
- Nominación al Premio Cesar 2025 mejor cortometraje documental. [8]
- Nominación al Premio Gaos Mejor Cortometraje Documental, de la Academia Valenciana del Audiovisual. [9]